# 横浜公園出入口
横浜公園出入口（よこはまこうえんでいりぐち）は、神奈川県横浜市中区にある首都高速神奈川1号横羽線の出入口である。

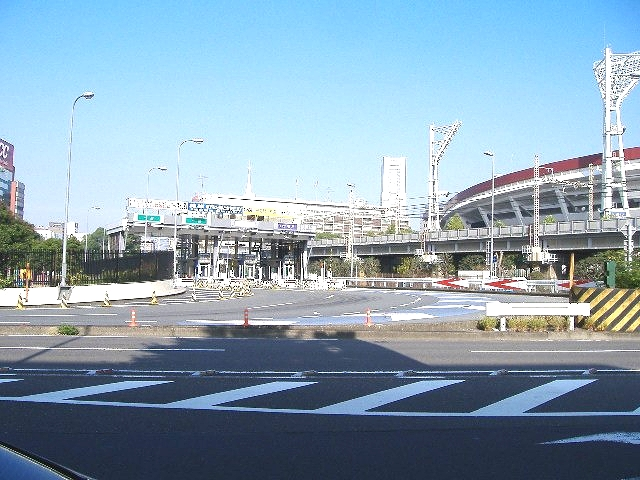
横浜公園入口（横羽線上り）

## 概要
その名の通り、横浜公園のすぐ南側にある。元々は第三京浜方面のみの出入口として供用開始。横羽線出口は地下トンネルの途中から中央(右車線)から分岐して地上に上がる。地上で横浜公園の南東側(横浜スタジアム前交差点)に向かう車線(案内は県庁・市庁・大さん橋等)と南西側(関内駅南口交差点)に向かう車線（案内は磯子や横須賀）に分岐する。関内駅南口交差点に向かう車線は同交差点で左折しかできないため、同交差点を右折したい場合は、あらかじめ横浜スタジアム前交差点に向かう出口車線へ入り同交差点で左折すると、関内駅南口交差点を右折することができる。
2007年（平成19年）11月21日には、湾岸線方面からの出口が新たに設けられた。湾岸線方面から石川町JCTで第三京浜方面に分岐した直後に出口が分岐する。高架道路を500mほど進んだ後、先の関内駅南口交差点に向かう車線に沿って地上に降り、同交差点で一般街路に合流する。この車線からは同交差点で左右どちらへも行くことができる。
横横道路方面、狩場線方面からの出口は設けられていないため利用できない。

## 歴史
- 2004年12月15日 - 石川町出口（仮称）都市計画決定
- 2004年12月24日 - 事業認可取得
- 2007年5月22日 - これまで「石川町出口」が仮称となっていたが、「横浜公園出口」を出口名称とすることを正式発表
- 2007年11月21日 - 供用開始

## 料金所

### 入口
- ブース数：4
  - ETC専用：1
  - ETC/一般：1
  - 一般：2

## 標識の表示
出口
- 出口： 横浜公園
- 番号
  - 第三京浜方面： 167
  - 湾岸線方面： 168
- 方面
  - 第三京浜方面： 大さん橋 県庁
  - 湾岸線方面： 関内・中華街・桜木町

入口
- 入口： 横浜公園
- 番号： 167

## 周辺
- 横浜公園
- 横浜スタジアム
- 関内駅 - 石川町駅
- イセザキモール
- カトレヤプラザ伊勢佐木
- 横浜市市民文化会館（関内ホール）
- 中区役所
- 横浜中華街
- 神奈川新聞本社
- テレビ神奈川本社
- 横浜地方裁判所
- 横浜市開港記念会館
- 神奈川県庁舎
- 横浜港郵便局
- 横浜開港資料館
- シルクセンター
- 神奈川県民ホール
- 横浜水上警察署
- 大桟橋
- 山下臨港線プロムナード
- 横浜税関
- 神奈川県警察本部
- 横浜赤レンガ倉庫
- 日本大通り駅 - 馬車道駅
- 神奈川県立歴史博物館
- 横浜ワールドポーターズ
- 汽車道

## 隣
首都高速神奈川1号横羽線
(165) みなとみらい出入口（第三京浜方面） - (166) みなとみらい出入口（横横道路方面） - (167) 横浜公園出入口 - (168) 横浜公園出口 - 石川町JCT